# Kråkstad
Kråkstad este o localitate din comuna Ski, provincia Akershus, Norvegia, cu o suprafață de 0,54 km² și o populație de 998 locuitori (2013).